# Sedoeptulose-7-fosfato
Sedoeptulose-7-fosfato (ou sedoheptulose-7-fosfato, ou ainda sedo-heptulose-7-fosfato) é um intermediário na via das pentoses-fosfato.
É formado pela transcetolase e atuado pela transaldolase.
Sedoeptulocinase é uma enzima que usa sedoeptulose e ATP para produzir ADP e sedoeptulose-7-fosfato.
Sedoeptulose-bisfosfatase é uma enzima que usa sedoeptulose-1,7-bisfosfato e H2O para produzir sedoeptulose-7-fosfato e fosfato.